# The Boys from Syracuse
The Boys from Syracuse è un musical con  musica di Richard Rodgers, testi delle canzoni di Lorenz Hart e libretto e regia  di George Abbott e con le coreografie di George Balanchine.
La commedia debuttò all'Alvin Theatre per il Broadway theatre il 23 novembre 1938 con Eddie Albert e chiuse i battenti il 10 giugno 1939 per un totale di 235 repliche.
Nel 2002 fu montato un revival all'American Airlines Theatre per Broadway che chiuse dopo 73 repliche.
Nel 1940 la MGM  ne realizzò una versione cinematografica per la regia di A. Edward Sutherland.

## Numeri musicali

### Primo atto
- I Had Twins
- Dear Old Syracuse
- What Can You Do with a Man
- Falling in Love with Love
- The Shortest Day of the Year
- This Can't Be Love
- Ladies' Choice Ballet
- Let Antipholus In

### Secondo atto
- Ladies of the Evening
- He and She
- You Have Cast Your Shadow on the Sea
- Come with Me
- Big Brother
- Sing for Your Supper
- Oh, Diogenes!